# Giovanni Reyna
Giovanni Reyna   (Sunderland, 13 de novembre de 2002) és un futbolista professional nord-americà que juga com a migcampista o lateral ofensiu al Borussia Dortmund de la Bundesliga, i a la selecció dels Estats Units.
Reyna va començar la seva carrera juvenil amb el club de la seva ciutat natal, el New York City FC, i va marxar posteriorment al club de la Bundesliga Borussia Dortmund. Durant la DFB-Pokal 2019-20 es va convertir en el golejador més jove de la història de la Copa d'Alemanya als 17 anys, i va formar part de l'equip que va guanyar la següent DFB-Pokal 2020-21. El 2020 es va convertir en el jugador més jove de la Bundesliga en fer un hat trick d'assistències. Va estar a la llista final del Golden Boy 2021 i el Trofeu Kopa 2021.
Fill dels jugadors de la selecció dels EUA Claudio Reyna i Danielle Reyna, ha representat els Estats Units a diversos nivells juvenils, marcant 16 gols en 31 partits juvenils. Reyna va debutar amb l'equip sènior el novembre del 2020 i va guanyar la Lliga de Nacions de la CONCACAF el 2021, el 2023 i el 2024, guanyant el premi al millor jugador d'aquest últim. Individualment va guanyar el premi al Jugador Jove de l'Any de futbol dels EUA el 2020.

## Primers anys
Reyna va néixer a Sunderland, Anglaterra, de pares nord-americans, Claudio Reyna i Danielle Reyna, quan el seu pare jugava al Sunderland. Els seus dos pares són antics jugadors de futbol, que van jugar a les seleccions nacionals masculines i femenines dels Estats Units, respectivament. La seva família es va traslladar als Estats Units, instal·lant-se a Bedford, Nova York, el 2007 quan Reyna tenia cinc anys. Es va incorporar a l'equip de formació del New York City Football Club, el 2015 i va continuar jugant amb els equips de l'acadèmia del City fins al 2019, quan es va traslladar a Alemanya per unir-se a l'acadèmia del Borussia Dortmund.

## Carrera de club

### Borussia Dortmund

#### Temporada 2019-20
El 18 de gener de 2020, Reyna va debutar a la Bundesliga amb el Borussia Dortmund, entrant com a substitut al minut 72, en una victòria per 5-3 contra el FC Augsburg. Per tant, es va convertir en l'americà més jove, amb 17 anys i 66 dies, que mai va aparèixer a la Bundesliga, batent un rècord establert anteriorment per Christian Pulisic.
El 4 de febrer, Reyna va marcar el seu primer gol com a professional en una derrota per 3-2 davant el Werder Bremen als vuitens de final de la DFB-Pokal. En fer-ho, es va convertir en el golejador més jove de la història de la Copa d'Alemanya. El 18 de febrer de 2020, Reyna es va convertir en el tercer jugador més jove que mai va aparèixer en un partit eliminatori de la UEFA Champions League quan va entrar com a substitut al minut 67 contra el Paris Saint-Germain. Nou minuts més tard, Reyna va establir el gol de la victòria d'Erling Haaland per al Borussia Dortmund en el partit d'anada dels vuitens de final, convertint-se al nord-americà més jove a jugar i registrar una assistència en un partit de la Lliga de Campions.
El 16 de maig, Reyna havia de començar el seu primer partit de la Bundesliga amb el Borussia Dortmund en el seu derbi contra el Schalke 04, però va patir una lesió al panxell durant l'escalfament. Reyna va tornar el 23 de maig i va jugar els últims 11 minuts d'una victòria per 2-0 al VfL Wolfsburg.

#### Temporada 2020-21: victòria a la DFB-Pokal
El 14 de setembre de 2020, Reyna va començar en un partit DFB-Pokal i va marcar amb un tir lliure en una victòria per 5-0 contra el MSV Duisburg. El 19 de setembre de 2020, Reyna va marcar el seu primer gol a la Bundesliga en una victòria per 3-0 contra el Borussia Mönchengladbach, amb 17 anys i 311 dies, per convertir-se en el segon golejador nord-americà més jove de la història de la Bundesliga darrere de Christian Pulisic, que tenia 17 anys i 211 dies.

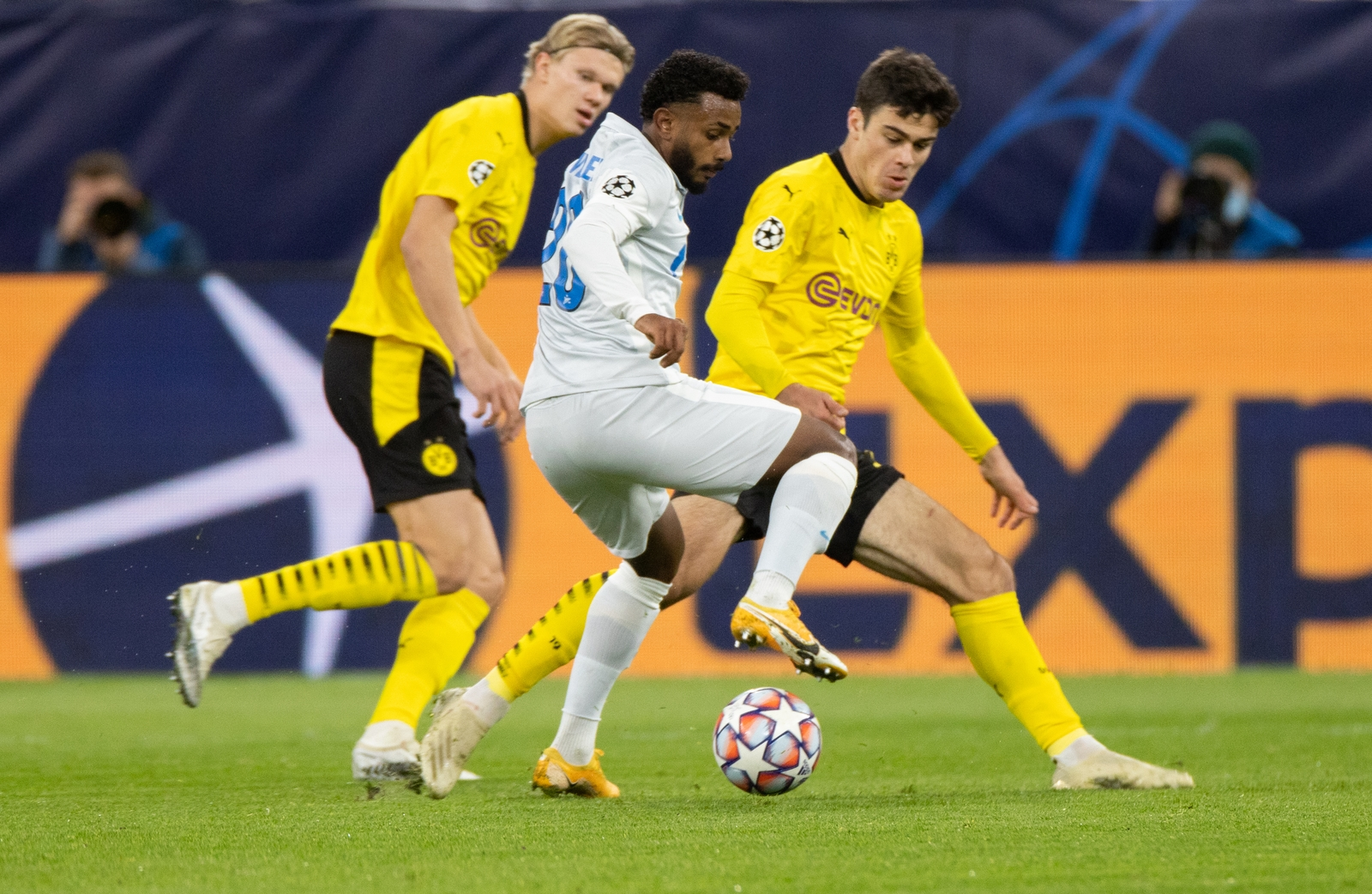
Reyna jugant al Dortmund el 2020.

El 3 d'octubre de 2020, en la seva tercera aparició a la lliga de la temporada 2020-21, Reyna va assistir a 3 gols: un doblet a Erling Haaland i un cop de cap d'Emre Can des d'un córner, per vèncer l'SC Freiburg per 4-0. Com a resultat, Reyna es va convertir en el primer nord-americà que va registrar un hat-trick d'assistència en una de les 5 lligues europees importants des que Steve Cherundolo ho va fer per Hannover el març de 2008, i el jugador més jove que ho va fer mai a la Bundesliga.
El 5 de desembre, Reyna va marcar el seu segon gol a la Bundesliga contra l'Eintracht Frankfurt, amb un final a prop del pal just dins de l'àrea de 18 iardes. Aquest gol el va convertir en el segon nord-americà més jove en marcar dues vegades a la lliga després que Christian Pulisic ho fes pel mateix club que Reyna, el Borussia Dortmund. El 22 de desembre, va ser votat com el Jugador Masculí Jove de l'Any del Futbol dels EUA per al 2020.
Reyna va ser substitut del Dortmund a la segona part en la seva victòria per 4-1 sobre l'RB Leipzig a la final de la DFB-Pokal de 2021 el 13 de maig de 2021. La seva implicació en el partit el marca com l'americà més jove a participar en una final de copa nacional a Europa, un rècord que ja tenia el seu company d'equip internacional Christian Pulisic.

#### Temporada 2021-22: lesions
El 28 de juliol de 2021, Dortmund va anunciar que Reyna portaria la samarreta número 7 per a la propera temporada, usada anteriorment per Jadon Sancho.
El 27 d'agost, es va convertir en el jugador més jove en fer 50 aparicions a la Bundesliga durant el partit de lliga contra l'Hoffenheim.
Reyna va patir una sèrie de lesions que li van fer perdre la major part de la temporada 2021-22 .

#### Temporada 2022-23
El 6 de setembre de 2022, Reyna es va convertir en la primera jugadora nord-americana a oferir dues assistències en un partit de la Lliga de Campions en una victòria per 3-0 contra Copenhaguen. Tornant de les lesions, el 22 d'octubre, va marcar el seu primer gol a la Bundesliga en 421 dies, sumant-se a la victòria per 5-0 contra el VfB Stuttgart.
Tornant de la Copa del Món de la FIFA 2022, el 22 de gener de 2023, va marcar un gol de la victòria des de la banqueta contra el FC Augsburg al minut 78, guanyant per 4–3. Tres dies després, va marcar un altre gol de la victòria des de la banqueta en el temps de descompte al minut 93 contra el Mainz 05, guanyant per 2–1.
El 27 de maig, durant l'últim partit de la Bundesliga 2022-23, on Dortmund ocupava el primer lloc, Reyna va sortir de la banqueta al minut 63, quan el Dortmund va perdre 2-0 contra el Mainz 05 i va crear dues assistències per empatar el partit 2-2. El partit va acabar amb empat i el Dortmund va ser el subcampió de la lliga davant el Bayern. Reyna va acabar la temporada amb quatre assistències i el seu màxim gol de la Bundesliga amb set gols, cinc dels quals com a substitut. En arribar al seu darrer partit de la temporada contra el Mainz, Reyna va tenir la segona millor ràtio de minuts per gol d'un dels cinc millors jugadors de la lliga europea per a la temporada 2022-23 després d'Erling Haaland.

#### Cessió al Nottingham Forest
El 31 de gener de 2024, Reyna va ampliar el seu contracte amb el Borussia Dortmund fins al 30 de juny de 2026, i posteriorment va ser cedit al club de la Premier League Nottingham Forest fins al final de la temporada 2023-24. Va debutar amb Forest com a substitut al minut 78 d' Anthony Elanga en un empat 1-1 contra el Bournemouth a la Premier League el 4 de febrer. El 13 d'abril, Reyna va registrar una assistència contra el Wolverhampton Wanderers en la seva primera sortida de temporada.

## Carrera internacional
Després de representar els Estats Units a diversos nivells juvenils, Reyna va rebre la seva primera convocatòria a l'equip sènior dels Estats Units per als partits contra Gal·les i Panamà el novembre de 2020. El 12 de novembre de 2020, un dia abans del seu 18è aniversari, Reyna va debutar amb l'equip nacional sènior contra Gal·les. En el següent partit, amb una victòria amistosa per 6-2 sobre Panamà, Reyna va començar i va marcar el seu primer gol com a sènior directament des d'un tir lliure.
El 2021, Reyna va guanyar la Lliga de Nacions inaugural de la CONCACAF i va marcar en una victòria per 3-2 contra el seu rival Mèxic a la final.
El 24 de març de 2022, durant un partit de classificació per a la Copa del Món de 2022 de tercera ronda contra Mèxic a l'Estadi Azteca, Reyna va driblar sis defensors mexicans en una sola carrera abans de ser desposseït; després del partit es va comparar amb el "Goal of the Century" de Diego Maradona durant els quarts de final de la Copa del Món de 1986, que també va ser a l'Azteca.
A la Copa del Món de la FIFA 2022, Reyna va jugar només 52 minuts en quatre partits. La seva baixa al llarg de la fase de grups del torneig va provocar especulacions dels analistes sobre possibles problemes dins de l'equip. L'entrenador en cap de la USMNT, Gregg Berhalter, va abordar públicament els problemes relacionats amb un jugador anònim per falta de compromís i mala actitud, i va confirmar que l'equip havia celebrat una reunió per determinar si aquest jugador romania amb l'equip a Qatar durant la resta del torneig. El 12 de desembre de 2022, Reyna va confirmar que era el jugador esmentat del qual parlava Berhalter i es va disculpar pel seu comportament mentre criticava la decisió de donar a conèixer la informació. El gener de 2023, es va revelar que Berhalter s'havia enfrontat durant el torneig per danyar informació personal que es va oferir als superiors. Danielle Reyna, la mare de Reyna, va confirmar que va ser ella qui va informar a la Federació de Futbol dels Estats Units sobre l'episodi de comportament violent entre Berhalter i la seva dona a partir de 1991.
Durant la Lliga de Nacions de la CONCACAF de 2023, Reyna va registrar dues assistències en la victòria dels Estats Units per 2-0 sobre Canadà a la final, on va ser nomenat home del partit. El 17 d'octubre de 2023, va registrar el seu primer doblet internacional en una victòria amistós per 4-0 contra Ghana. Durant les Finals de la Lliga de Nacions de la CONCACAF de 2024, Reyna va assistir a dos gols en la victòria dels Estats Units per 3-1 a la semifinal contra Jamaica. En el següent partit, va marcar en la victòria final per 2-0 contra Mèxic, sent novament nomenat home del partit i millor jugador del torneig.

## Vida personal
Giovanni és fill de l'antic futbolista professional i jugador de la selecció nacional masculina dels Estats Units Claudio Reyna, i de Danielle Reyna, un antic membre de l'equip nacional femení de futbol dels Estats Units. Reyna és d'origen argentino-portuguès pels pares del pare i d'ascendència irlandesa-americana a través de la seva mare. El seu germà gran, Jack, va morir de càncer cerebral el 2012, als 13 anys.
Reyna va començar la seva carrera internacional jugant amb les seleccions juvenils dels Estats Units, però després d'impressionar amb el Borussia Dortmund, va despertar l'interès de les seleccions portugueses, angleses i argentines. Finalment, en una entrevista de març de 2020 a Sports Illustrated, Reyna va declarar la seva intenció de jugar als Estats Units: "Sóc conscient dels rumors, però per a mi és bastant clar. Només vull jugar als Estats Units. Aquest és el meu país d'origen".
Va rebre el nom de l'antic company d'equip dels Rangers del seu pare Giovanni van Bronckhorst. L'alt nivell de joc de Reyna li ha valgut el sobrenom de "El somni americà" de l'antic company d'equip Erling Haaland. Reyna és molt amiga del company d'equip dels Estats Units Joe Scally ; tots dos jugadors van començar a assistir a l'acadèmia juvenil del New York City FC el 2015.

## Palmarès
Borussia Dortmund
- DFB-Pokal: 2020–21[18]
- Subcampió de la UEFA Champions League: 2023–24[48]

Estats Units
- Lliga de Nacions CONCACAF : 2019–20,[33] 2022–23,[49] 2023–24[50]

Individual
- Millor XI del Campionat Sub-17 de la CONCACAF: 2019[cal citació]
- Jugador masculí jove de l'any del futbol dels EUA : 2020[17]
- Equip CONCACAF masculí IFFHS: 2020[51]
- Finals de la Lliga de Nacions de la CONCACAF Millor XI: 2021,  2023,[52] 2024[53]
- Jugador del torneig de la CONCACAF Nations League: 2023–24[54]